# Heike Friis
Heike Friis (født 27. april 1943 i Hamburg, død 1. april 2015 i Aabenraa) var en dansk teolog og sognepræst. Hun voksede op i Sæd ved den dansk-tyske grænse. Hun tog sin eksamen fra Københavns Universitets Teologiske Fakultet i 1968 med et kandidatafhandling der vandt universitets guldmedalje. Titlen var "The Background in and outside of Israel for the Emergence of David's Empire". Afhandlingen repræsenterede et nybrud fra den konservative tradition indenfor bibelsk eksegese, idet den argumenterede for at de bibelske fortællinger om jødernes vandringer fortælles på en måde der forudsætter at det babyloniske eksil allerede havde fundet sted, og at disse dele af Bibelen altså må være nedskrevet efter eksilet i Babylon. Således introducerede afhandlingen den narative tilgang til eksegese som senere blev grundlaget for Københavnerskolen i Teologi og dens såkaldte Bibelske minimalisme. Afhandlingen blev dog først formelt udgivet i 1986 da den blev udgivet på tysk som "Die Bedingungen für die Errichtung des Davidischen Reichs in Israel und seiner Umwelt". Senere arbejdede Friis på som underviser på Haslev præsteseminarium, og som ekstern lektor i Teologi ved Københavns Universitet, og som sognepræst i Sjælør, hvorfra hun tog sin pension i 2003. Fra 2009 og til sin død i 2015 boede hun i sin fødeby Sæd.